# Králiky
Králiky és un poble i municipi d'Eslovàquia que es troba a la regió de Banská Bystrica.

## Història
La primera menció escrita de la vila es remunta al 1668.

## Demografia
| Godina             | 1994 | 2004    | 2014    | 2024    |
| ------------------ | ---- | ------- | ------- | ------- |
| Nombre de persones | 459  | 542     | 638     | 712     |
| Diferència         |      | +18,08% | +17,71% | +11,59% |

| Godina             | 2023 | 2024   |
| ------------------ | ---- | ------ |
| Nombre de persones | 715  | 712    |
| Diferència         |      | −0,41% |